# El Molí (Palau-solità i Plegamans)
El Molí és una obra de Palau-solità i Plegamans (Vallès Occidental) inclosa a l'Inventari del Patrimoni Arquitectònic de Catalunya.

## Descripció
És una casa de planta més dos pisos. A la façana principal hi ha dos portes. La casa, feta de fang, ha estat tota arrebossada amb ciment. A la façana lateral hi havia un molí d'aigua que ja no existeix però es poden trobar restes de les moles al paviment exterior. Davant la casa hi ha una construcció més nova, anomenada "El Magatzem".

## Història
Aquesta casa va pertànyer al Marques de Sentmenat. Va ser una casa molt important perquè tenia l'únic molí d'aigua del poble. Sembla que l'anomenat "Magatzem" també va ser un lloc molt important dins del poble on s'hi feien les festes majors i altres celebracions.